# بطولة تونس لكرة السلة للرجال 1963–64
بطولة تونس لكرة السلة للرجال 1963–64 هو الموسم رقم 9 من بطولة تونس لكرة السلة للرجال.

فاز بهذا الموسم النجم الرياضي الرادسي.

## روابط خارجية
- الموقع الرسمي للجامعة التونسية لكرة السلة.